# آلاجوجه (خداآفرین)
آلاجوجه یکی از روستاهای استان آذربایجان شرقی است که در دهستان منجوان غربی بخش منجوان شهرستان خداآفرین واقع شده‌است.این روستا ۲۲۲ نفر جمعیت دارد.